# Giacinto Palmarini
Giacinto Palmarini (Teramo, 21 agosto 1970) è un attore teatrale italiano.
Si è diplomato all'Accademia nazionale d'arte drammatica di Roma nel 1995 e laureato al DAMS dell'Università Alma Mater di Bologna nel 2022.
Tra i numerosi ruoli che ha interpretato in teatro ricordiamo: Mercuzio nel Romeo e Giulietta per la regia di Maurizio Scaparro, Don Giovanni nella drammaturgia e regia di Maurizio Scaparro: Don Giovanni raccontato e cantato dai Comici dell'Arte, Oreste nell' Orestea di Eschilo regia di Luca De Fusco, Cassio nel Giulio Cesare di Shakespeare diretto da Daniele Salvo, ancora Eugenio Onegin nell'omonimo testo tratto da Puškin diretto dallo stesso Daniele Salvo. 
È stato uno dei protagonisti dello spettacolo Lo specchio del diavolo di Giorgio Ruffolo ed Enea nel Troilo e Cressida entrambi per la regia di Luca Ronconi, in occasione dei XX Giochi olimpici invernali del 2006.
Tra il 2009 e il 2012 ha collaborato con l'Istituto Nazionale del dramma antico (INDA) interpretando numerosi protagonisti in Aiace, Filottete ed Edipo a Colono di Sofocle, Medea, Andromaca e Le Baccanti di Euripide, Le supplici di Eschilo, Le nuvole e Gli uccelli di Aristofane.
Dal 2003 ad oggi ha dato nuova vita allo storico personaggio del Diavolo-Plutone Asmodeo  nella tradizionale Cantata dei pastori riedita e curata dall'attore napoletano Peppe Barra, opera insignita del Premio Olimpico (Premio ETI Gli Olimpici del Teatro) nel 2004.
Ha preso parte ad alcune pellicole cinematografiche italiane, tra cui La verità vi prego sull'amore di Francesco Apolloni, Pontormo - Un amore eretico di Giovanni Fago, Le intermittenze del cuore di Fabio Carpi. Ha interpretato il Marchese Sanudo nella produzione televisiva Il giovane Casanova di Giacomo Battiato.